# Apachekolos confusio
Apachekolos confusio är en tvåvingeart som beskrevs av Martin 1957. Apachekolos confusio ingår i släktet Apachekolos och familjen rovflugor.
Artens utbredningsområde är Arizona. Inga underarter finns listade i Catalogue of Life.